# CAA Arena
Le CAA Arena est un aréna multi-fonctions d'une capacité de 4 400 sièges situé à Belleville, en Ontario.

## Histoire
Il est l'un des édifices du complexe du Quinte Sports & Wellness Center de Belleville. Il a ouvert officiellement ses portes en 1978 sous le nom du Quinte Sports Centre et est devenu par la suite le Yardmen Arena. C'est en 2019 qu'il devient le CAA Arena.
Il fut le domicile des Bulls de Belleville de la LHO jusqu'en 2015, année où l'équipe junior a déménagé à Hamilton pour devenir les Bulldogs de Hamilton. Le CAA Arena est le domicile des Senators de Belleville de la LAH depuis la saison 2017-2018.